# 손원일 (성우)
손원일(1962년 8월 10일 ~ )은 대한민국의 성우이다. 1982년 연극 배우로 활동하다가 1984년부터 1985년까지 KBS 공채 19기 성우로 입사하여 활동하였으며 1985년 MBC 공채 10기 성우로 재데뷔했다.

## 출연 작품

### 애니메이션
※전체 출연작은 외부 링크를 참조
- 이겨라 승리호 (SBS) - 빈
- 97 신란마 (VIDEO) - 남궁 란마 (男)
- 거북이 특공대 (SBS)
- Angel Beats! - 이가라시
- 기동전사 건담 SEED (애니원) - 무우 라 프라가
- 꼬마 마법사 레미 (MBC) - 사랑 아빠 (처음) / 미란 아빠
- 꽃보다 남자 (투니버스) - 권세형
- 나루토 (투니버스) - 하타케 카카시
  - 나루토 질풍전 (투니버스) - 하타케 카카시
- 낚시왕 강바다 (MBC) - 아빠
- 내일은 월드컵 (SBS) - 민구 / 라디오 캐스터
- 드래곤볼 (신버전/VIDEO) - 천진반 / 심판
- 레카 (EBS) - 슈리(카다몬) / 곤지 할아버지 / 똑똑한 보바 / 후츠 / 네이핀
- 마법기사 레이어스 (SBS) - 도사 크레프 / 제오 메트로
- 마법소녀 리나 (SBS) - 알프레드
- 말괄량이 삐삐 (MBC) - 클링
- 머털도사 (MBC) - 꺽꾸리
- 모험왕 걸리버 (MBC)
- 무지개 요정 큐티하니 (SBS) - 트레이시
- 바람의 검심 (애니원) - 월강(히로)
- 방가방가 햄토리 (SBS) - 랑돌이 (토라하무군) / 유나 할아버지
- 베리베리 뮤우뮤우 (SBS) - 송하나 아빠 / 재희 아빠 / 웨이터
- 보거스는 내 친구 (MBC) - 생쥐 대장 / 체육 선생님
- 부메랑 파이터 (MBC) - 라이트 / 악질 헌터
- 블리치 (투니버스) - 우키타케 쥬시로
- 사랑의 천사 웨딩피치 (SBS) - 데이빗 (피터)
- 세느강의 별 (MBC)
- 선계전 봉신연의 (투니버스) - 황천화
- 스피드왕 번개 (SBS)
- 슬램덩크 (VIDEO) - 송태섭 (나중) / 전호장 (나중) / 김수겸 (나중) / 양호열 (나중)
- 신비한 바다의 나디아 (MBC) - 하마하마
- 영혼기병 라젠카 (MBC) - 게노
- 올림포스 가디언 (SBS) - 아폴론
- 올림포스 가디언 극장판 기간테스 대역습 (MOVIE) - 아폴론
- 요술공주 샐리 (투니버스) - 선생님
- 우주의 기사 데카맨 블레이드 (비디오) - 디-보이
- 유령대소동 (MBC) - 레이
- 은하철도 999 (96년 재더빙/MBC) - 걸인
- 천녀유혼 (MBC) - 영채신
- 천사가 될거야 (애니원) - 디스펠 / 라파엘
- 철인 28호 FX (MBC) - 예민
- 축구왕 슛돌이 (SBS) - 브루노 / 카로네 감독
- 출동! 12레인저 (투니버스) - 마초 / 엘크
- 카드캡터 체리 (SBS) - 유도진 / 스피넬 썬(원래 모습)
- 테니스의 왕자 (SBS) - 구마준(카이도 카오루) / 홍석정 기자 (이노우에) / 이종수 / 영철
- 포트리스 (SBS) - 알타로이트 장로
- 풀 메탈 패닉 (애니원) - 강준혁
- 피구왕 통키 (SBS) - 장도끼 (이가라시 고우)
- 환상게임 (투니버스) - 유정 (주작 칠전사) / 강용주 (미주 오빠)
- 환상마전 최유기 (애니원) - 홍해아
- 후르츠 바스켓 (애니원) - 송시오 (소마 시구레)
- 용감한 죠리 (MBC)
- 배트맨 (SBS) - 로빈(처음)
- 헝그리 베스트5 (KBS) - 백지훈
- 피그마리오 (MBC) - 마리우스
- 기동전사 건담 0083 (MBC) - 코우
- 울트라맨 (MBC) - 테리
- 파닥파닥 비행선 (SBS) - 조지
- 콩딱쿵 이야기 주머니 (MBC)
- 삼총사와 알버트 (MBC) - 알버트
- 아기공룡 덴버 (SBS)
- 독수리 5형제 (SBS) - 주피터 군단의 리더 / 알란
- 은하순찰대 (MBC)
- 벨과 마법의 성 (KBS) - 야수
- 원피스 (투니버스) - 스팬담
- 셰익스피어 명작만화 뜻대로 하세요 (SBS) - 올란다
- 헬로 스팽크 (투니버스)
- 뫼비우스의 띠 (애니원) - 아이즈 / 신태준
- 사랑의 마법극장 - 악마와 천사 (애니원) - 혜미 아빠 / 민영
- 마르코 폴로의 모험 (MBC) - 원나라 장수
- 우주용사 다이노서 (MBC)
- 털보아저씨와 꾸러기들 (MBC) - 안경 쓴 소년
- 로빈 훗의 모험 (MBC) - 길버트
- 비버리 힐즈에 간 고양이들 (MBC)
- 도전자 허리케인 (MBC)
- 마법사 토토 (MBC)
- 재키와 머피 (MBC) - 앤드류 오빠
- 틴틴의 대모험 (MBC) - 틴틴
- 무적고양이 팬텀 (MBC)
- 스모기 (MBC)
- 우주전사 마르스 (MBC) - 마르스
- 마이티 마우스 (MBC)
- 발리언트 (MBC) - 발리언트
- 크게 휘두르며 (애니맥스) - 하루나
- 스모모모모모모 ~지상최강의 신부~ (애니박스) - 한조 / 담임
- 히트가이-J (애니원) - 보마
- 붉은광탄 질리온 (투니버스) - 제이제이
- 바우와우 (VIDEO)
- 아랑전설 (VIDEO) - 테리 보가드
- 택틱스 (애니맥스) - 라이코
- 동쪽의 에덴 (투니버스) - 콘도
- 아침안개의 무녀 (투니버스) - 아야타치 미치무네
- 무적코털 보보보 (투니버스) - 돈벼락
- 레이브 (투니버스) - 알파인
- 명탐정 코난 (투니버스) - 송보윤 형사
- 사무라이 참프루 (투니버스) - 부하5
- 몬스터 (투니버스) - 호텔 지배인
- 출격 로보텍 (SBS) - 릭
- 에어마스터 (투니버스) - 시로
- 바람의 전사 (투니버스)
- 무적용사 사자왕 (투니버스) - 키로 / 그린
- 기갑전사 걸키버 (투니버스) - 유성
- 내 사랑 유미 (투니버스) - 강민
- 나루토 SD - 록 리의 청춘 닌자전 (투니버스) - 카카시
- 썬더일레븐 GO 크로노스톤 (재능TV) - 자나크 애버로니크
- 그림명작동화 (MBC)
- 그리스 로마 신화 전설의 수호자들 (EBS) - 오르페우스
- 말썽꾸러기 띠떼프 (EBS) - 위그 / 아빠
- 생쥐의 세계여행 (EBS) - 이반
- 세계명작동화 (EBS) - '백설공주와 일곱 난쟁이'편 아빠 새 / '포카혼타스'편 존 스미스 선장 / '헤라클레스'편 어른 헤라클레스 / '걸리버 여행기'편 걸리버 / '타잔'편 타잔
- 올란도 영웅전 (EBS) - 제로니모
- 유령성의 오싹오싹 이야기 (EBS) - 애비
- 접속 트윕시 (EBS) - 트윕시
- 포켓몬스터 XY (투니버스) - 벨몬드 교수(66화)

### 애니메이션 영화
- 나루토, 나루토 질풍전 극장판 (투니버스) - 카카시
- 루팡 3세 - 칼리오스트로의 성 - 루팡
- 무적의 탱크 태무진 (MBC)
- 이집트 왕자 2: 요셉 이야기 - 시므온
- 극장판 올림포스 가디언 기간테스 대역습 - 아폴론

### 영화/외화
- 레알(SBS) - 라울 곤살레스(본인)
- 그렘린II(MBC)
- 세렌디피티(SBS) - 딘 (제레미 피븐)
- 호스티지(MBC) - 데니스 켈리 (조나단 조커)
- 올 파이어드 업(SBS)
- 사망유희(SBS)
- 딥 스타 식스(SBS) - 리처드슨(맷 맥코이)
- 잔 다르크(SBS) - 질드레 (뱅상 카셀)
- 스피드 (SBS) - 해리 (제프 대니얼스)
- 에이틴 어게인(SBS) - 러스 (안소니 스털크)
- 레이싱 스트라이프스(SBS) - 놀런 (브루스 그린우드)
- 성룡의 홍번구(SBS)
- 아직은 사랑을 몰라요(SBS) - 파머 (앤토니 마이클 홀)
- 바텔(SBS) - 로생
- 피스메이커(SBS) - 켄(랜들 바틴코프)
- 비치(SBS)
- 첩혈속집(SBS)
- 비올라 키스 에브리바디(SBS) - 맥스 (마시모 체체리니)
- 세인트 엘모의 열정(SBS) - 커보 (에밀리오 에스테베즈)
- 잔혹한 음모(SBS)
- 라붐(SBS)
- 라붐 2(SBS) - 마티유 (알렉산더 스텔란)
- 아름다운 세상을 위하여(SBS) - 크리스 (제이 모어)
- U-571(SBS) - 트리거(톰 가이리)
- 여자의 용기(SBS)
- 사랑과 영혼(SBS, MBC) - 칼(토니 골드윈)
- 화성침공(SBS)
- 닌자 거북이3(SBS)
- 필라델피아 익스페리먼트2(SBS) - 로건 (제프리 블레이크)
- 비상계엄(MBC) - 샤미르 나제디 (사미 부아질라)
- 트루 라이즈(MBC)
- 와호장룡(MBC) - 나소호 (장진)
- 닥터 두리틀(MBC)
- 탈주자(SBS) - 던스턴 (테드 레빈)
- 아카풀코 해변수사대(SBS)
- 스토커(MBC) - 요시 (폴 H. 킴)
- 나비효과(MBC) - 조지 밀러 (에릭 스톨츠)
- 젠틀맨 리그(MBC) - 톰 소여 (쉐인 웨스트)
- 버티칼 리미트(MBC) - 톰 맥크라렌 (니콜라스 리아)
- 스위치 백(MBC) - 네이트
- 모험왕(MBC) - 양배추
- 황비홍6(MBC) - 빌리
- 잃어버린 세계(MBC) - 록스턴 경 (텀 워드)
- 씬 레드 라인(MBC) - 벨 이병 (벤 채플린)
- 링2(MBC) - 가와지리 (코히나타 후미요)
- 왓 위민 원트(MBC) - 모건 (마크 퓨어스타인)
- 산드라 블록의 28일 동안(MBC) - 재스퍼 (도미니크 웨스트)
- 라이언 일병 구하기(MBC) - 웨이드 상병 (조반니 리비시)
- 닌자 거북이2(MBC) - 도나텔로
- 미이라(MBC) - 조나단 (존 한나)
- 이너스페이스(MBC) - 잭 퍼더 (마틴 쇼트)
- 플루크(MBC) - 람보 (사무엘 L. 잭슨)
- 포트리스2(MBC) - 고든 (프레드릭 렌)
- 아나콘다(MBC) - 캐일 (에릭 스톨츠)
- 지중해(MBC) - 몬티니 중위 (클라우디오 비갈리)
- 더티 해리 4 - 써든 임팩트(MBC)
- 영웅신탐(MBC)
- 라이징 선(MBC)
- 포레스트 검프(MBC)
- 카오스 팩터(MBC)
- 애정의 조건2(MBC)
- 어비스(MBC)
- 슬립 허, 쉬즈 프렌치(MBC) - 카일 풀러 (맷 츄츠리) 외
- 트로이(SBS) - 헥토르 (에릭 바나)
- 미시시피 버닝(MBC)
- 복제인간의 제국(MBC)
- 고스포드 파크(MBC)
- 의천도룡기(MBC) - 송청서 (예성)
- 동방불패(MBC) - 영호충의 동료(하재주) / 암살자(전가락)
- S.W.A.T. 특수기동대(MBC) - 알렉스(올리비에 마르티네즈)
- 게릴라(MBC)
- 나쁜 녀석들(MBC) - 조조 (마이클 임페리올리)
- 어퓨굿맨(MBC)
- 취권 2(SBS) - 개골초(장즈광)
- 아름다운 비행(MBC)
- 세인트(MBC)
- 에디(MBC)
- 브룩 쉴즈의 사하라(MBC)
- 러시아워(MBC)
- 낭만풍폭(MBC)
- 창공의 여왕(MBC)
- 사랑의 블랙홀(MBC)
- 비벌리힐즈의 아이들(MBC) - 딜란 (루크 페리)
- 컷스로트 아일랜드(MBC)
- 론머맨(MBC) - 팀스
- 블레이드2(MBC) - 프리스트(토니 커런)
- 어니스트 슬램덩크(MBC)
- 뱀파이어 해결사(MBC)
- 어머니 나를 다시 사랑해 주세요(MBC)
- 나 홀로 집에3(MBC)
- 옹박 - 두 번째 미션(MBC) - 투이(숄라잇 하 인프한)
- 원시소년 바타의 모험(EBS)
- 첩혈가두(SBS)
- 여인의 향기(MBC) - 찰리 심스 (크리스 오도넬)
- 베리 배드 씽(SBS) - 마이클 (제레미 피븐)
- 스톰 캐쳐(MBC)
- 히트(MBC)
- 페기 수의 환상여행(MBC) - 찰리 보델 (니콜라스 케이지)
- 업 클로즈 앤 퍼스널(MBC)
- 프리잭(SBS) - 알렉스 퍼롱 (에밀리오 에스테베즈)
- 그들만의 리그(MBC) - 아이라 (데이빗 스트라탄)
- 황비홍(SBS)
- 프리퀀시(SBS)
- 신 정무문 2(SBS) - 정횡도(원화)
- 크루얼 죠스(MBC) - 빌리 (그렉 후드)
- 카피캣(MBC) - 피터 (윌리엄 맥나마라)
- 꿈꾸는 도시(MBC) - 닉 (빈센트 스파노)
- 실종(MBC) - 프라델리오 (줄리오 갈란)
- 스위치(MBC) - 댄 (케빈 킬너)
- 베스트 맨(MBC) - 빌리 (숀 패트릭 프레너리)
- 한 여름 밤의 꿈(MBC) - 라이산더 (도미닉 웨스트)
- 록 스탁 앤 투 스모킹 배럴즈(MBC) - 에디 (닉 모란)
- 조이(MBC) - 믹 (토니 브릭스)
- 유로파 유로파(MBC) - 이삭 (레네 호프슈나이더)
- 폴리(MBC) - 미샤 (토니 샬호브)
- K2(MBC) - 해롤드 (맷 크레이번)
- 플래툰(MBC) - 주니어(레지 존슨)
- 석양의 건맨(MBC) - 와일드(클라우스 킨스키) / 호텔 주인(커트 집스)
- 아이언 이글(SBS) - 토니 (제리 레빈)
- 언제나 마음은 태양(MBC) - 잭슨(마이클 데스 바레스)
- 개 같은 내 인생(MBC) - 형(맨프레드 세르네르)
- 하늘과 땅(MBC) - 집주인(휴이 조 응우옌)
- 페리스의 해방(MBC) - 페리스(매슈 브로더릭)
- 리썰 웨폰(MBC) - 마약범(블래키 다메트)
- 리썰 웨폰 2(MBC) - 조지(앨런 딘 무어)
- 리썰 웨폰 3(MBC) - 경찰(제이슨 레인워터) / 무단횡단자(앤드류 힐 뉴먼)

### 배우
- 장군의 아들 - 정진영 (배우로 출연)
- 장군의 아들 2 - 정진영
- 장군의 아들 3 - 정진영

### 외화
- CSI 과학수사대(MBC)
- 히어로즈(SBS) - 피터 페트릴리 (마일로 벤티밀리아) 역
- 컴퓨터 특공대(SBS) - 샘 역
- 가면라이더 블레이드(챔프) - 가나이 역
- 회색게임(MBC) - 크리스 도크노비치(마이클 헤이든) 역

### 방송
- 음악캠프(MBC)

### 인터넷
- 사이버 파이터 (세이캐스트) - 석웅

### 라디오
- 만화열전 - 호텔 아프리카(MBC) - 스타키
- 만화열전 - 힙합(MBC) - 바비
- 만화열전 - 마스카(MBC) - 가트미엘
- 만화열전 - 레드문(MBC) - 카샴 박사

## 같이 보기
- 문화방송 성우극회